# Lindneromyia
Lindneromyia är ett släkte av tvåvingar. Lindneromyia ingår i familjen svampflugor.

## Dottertaxa tillLindneromyia, i alfabetisk ordning[1][2]
- Lindneromyia abessinica
- Lindneromyia abscondita
- Lindneromyia acuminata
- Lindneromyia africana
- Lindneromyia agarici
- Lindneromyia albomaculata
- Lindneromyia angustifrons
- Lindneromyia aquila
- Lindneromyia argentifascia
- Lindneromyia argyrogyna
- Lindneromyia arnaudi
- Lindneromyia austraquila
- Lindneromyia balteata
- Lindneromyia basilewskyi
- Lindneromyia boharti
- Lindneromyia brunettii
- Lindneromyia brunnescens
- Lindneromyia caccabata
- Lindneromyia carbonaria
- Lindneromyia cascassi
- Lindneromyia cirrhocera
- Lindneromyia curta
- Lindneromyia denticulata
- Lindneromyia dianae
- Lindneromyia dorsalis
- Lindneromyia fasciventris
- Lindneromyia fergusoni
- Lindneromyia flavicornis
- Lindneromyia flavipalpis
- Lindneromyia fonsecai
- Lindneromyia fumapex
- Lindneromyia ghesquierei
- Lindneromyia glaucescens
- Lindneromyia gressitti
- Lindneromyia griseola
- Lindneromyia hendricksoni
- Lindneromyia hirtifacies
- Lindneromyia hungarica
- Lindneromyia ilunga
- Lindneromyia kandyi
- Lindneromyia keiseri
- Lindneromyia kerteszi
- Lindneromyia kesseli
- Lindneromyia limpukane
- Lindneromyia lindneri
- Lindneromyia madagascarensis
- Lindneromyia maggioncaldai
- Lindneromyia malagasiensis
- Lindneromyia malawiensis
- Lindneromyia matilei
- Lindneromyia merimbulae
- Lindneromyia minuta
- Lindneromyia mogollonensis
- Lindneromyia natalensis
- Lindneromyia nigella
- Lindneromyia pellucens
- Lindneromyia pendleburyi
- Lindneromyia peruviana
- Lindneromyia pilosa
- Lindneromyia psephos
- Lindneromyia pulchra
- Lindneromyia quatei
- Lindneromyia steinleyi
- Lindneromyia stellae
- Lindneromyia stuckenbergi
- Lindneromyia ubuhle
- Lindneromyia ubumnyma
- Lindneromyia ubusuku
- Lindneromyia umbrosa
- Lindneromyia umusi
- Lindneromyia umzimkulwana
- Lindneromyia ussuriensis
- Lindneromyia waui
- Lindneromyia wheeleri
- Lindneromyia wulpii